# Una dona sense importància
Una dona sense importància (en anglès: A Woman of No Importance) és una obra de teatre de tres actes i quatre quadres de l'autor irlandès Oscar Wilde, estrenada el 1893.

## Argument
L'obra té lloc en una casa de camp anglesa que pertany a la Hunstanton. S'obre el teló a la terrassa on la Caroline xerra amb una dona puritana dels Estats Units que és convidada de la Hunstanton, Hester Worlsey. D'altres personatges entren en escena, com l'encantadora Allonby, la dòcil Stutfield i el submís marit de la Caroline, sir John. Discuteixen sobre qüestions banals i més endavant s'uneix el carismàtic i encantador lord illingworth, que ha ofert el càrrec de secretari a en Gerald Arbuthnot. La Rachel, la mare d'en Gerald, és convidada a unir-se a la reunió, i quan hi arriba, s'adona que lord Illingworth és el pare d'en Gerald. Ella va tenir una affaire amb ell feia vint anys, i va quedar-ne embarassada, però ell va negar-se a casar-s'hi. Per tant, es mostra contrària que en Gerald es faci secretari de l'Illingowrth, tot i que no diu res a en Gerald. Ell descobreix el passat de la seva mare en un moment especialment dramàtic, després d'intentar matar lord Illingworth, que havia abraçat la Hester Worsleyde Wildien.
Finalment, en Gerald, la senyora Alburthnot i la Hester se'n van cap als Estats Units amb l'esperança de viure en una societat on no siguin jutjats amb tanta duresa.

## Estrena
L'obra va estrenar-se el 19 d'abril de 1893 amb la interpretació estel·lar d'en Herbert Beerbohm Tree i de la Julia Neilson. La primera actuació fou un gran èxit, tot i que en Wilde fou escridassat per una frase que deia Anglaterra es troba com un leprós de color porpra, que més endavant va ser esborrada. El príncep de Gal·les va assistir a la segona representació i va demanar a en Wilde que no alterés cap línia del text. L'obra va estrenar-se també a Nova York l'11 de desembre de 1893 protagonitzada per en Maurice Barrymore i la Rose Coghlani tenia previst de fer una gira, però va acabar cancel·lant-se a causa de l'arrest d'en Wilde per indecència i sodomia.